# جون أوبراين (سياسي)
جون أوبراين هو سياسي كندي، ولد في 20 فبراير 1847، وتوفي في 20 أكتوبر 1917. حزبياً، نشط في Liberal-Conservative Party ‏. وقد انتخب عضو الجمعية التشريعية لنيو برونزويك ‏ عن دائرة Northumberland County, New Brunswick ‏ (1890 – 1903).